# Episodi de Il medico di campagna (diciassettesima stagione)
La diciassettesima stagione della serie televisiva Il medico di campagna è stata trasmessa in anteprima in Germania dalla ZDF tra il 5 settembre 2008 e il 2 gennaio 2009.
| nº | Titolo originale               | Titolo italiano | Prima TV Germania | Prima TV Italia |
| -- | ------------------------------ | --------------- | ----------------- | --------------- |
| 1  | Freunde in Not                 |                 | 5 settembre 2008  |                 |
| 2  | Wendepunkte                    |                 | 12 settembre 2008 |                 |
| 3  | Volles Haus                    |                 | 19 settembre 2008 |                 |
| 4  | Schrecksekunde                 |                 | 26 settembre 2008 |                 |
| 5  | Wer zweimal lügt...            |                 | 10 ottobre 2008   |                 |
| 6  | Lektionen                      |                 | 17 ottobre 2008   |                 |
| 7  | Unter keinen anderen Umständen |                 | 24 ottobre 2008   |                 |
| 8  | Seelenfinsternis               |                 | 31 ottobre 2008   |                 |
| 9  | Abschiede                      |                 | 7 novembre 2008   |                 |
| 10 | Liebesangst                    |                 | 14 novembre 2008  |                 |
| 11 | Gute Geschäfte                 |                 | 21 novembre 2008  |                 |
| 12 | Besuch aus der Vergangenheit   |                 | 28 novembre 2008  |                 |
| 13 | Anfangsschwierigkeiten         |                 | 5 dicembre 2008   |                 |
| 14 | Klipp und klar                 |                 | 12 dicembre 2008  |                 |
| 15 | Geheimnisträger                |                 | 19 dicembre 2008  |                 |
| 16 | Der Weg ist das Ziel           |                 | 2 gennaio 2009    |                 |